# Art Chapman (basket-ball)
Pour les articles homonymes, voir Chapman.
Cet article concerne un joueur canadien de basket-ball. Pour le joueur canadien de hockey sur glace, voir Art Chapman.
Arthur St. Clair « Art » Chapman, né le 28 octobre 1912, à Victoria (Canada) et mort le 3 février 1986, à Nanaimo (Canada) est un joueur canadien de basket-ball. Il a joué lors des Jeux olympiques de 1936 avec son frère Chuck.

## Biographie
Il est le frère du basketteur Chuck Chapman.

## Palmarès
- Finaliste des Jeux olympiques d'été de 1936